# Peter Schiller
Peter W. Schiller est un biologiste et médecin québécois né en 1942 à Frauenfeld en Suisse.
Il est directeur du laboratoire de l'Institut de recherches cliniques de Montréal depuis 1975. Il est aussi été professeur à l'Université de Montréal, puis à l'Université McGill.

## Distinctions
- 1987 - Prix Marcel-Piché
- 1991 - Membre de la Société royale du Canada.
- 1999 - Officier de l'Ordre national du Québec